# Nick Ward
Nicholas Jeffrey Ward (nac. 2 de septiembre de 1997 en Gahanna (Ohio)) es un baloncestista estadounidense que pertenece a la plantilla del Vancouver Bandits de la Canadian Elite Basketball League. Con una altura de 2,06 metros, puede jugar de ala-pívot.

## Trayectoria
Formado en la Universidad Estatal de Míchigan en que jugó durante tres temporadas con los Michigan State Spartans desde 2016 a 2019.
Tras no ser drafteado en 2019, el 21 de junio de 2019, Ward firmó con los Atlanta Hawks para la NBA Summer League.
El 2 de septiembre de 2019, Ward firmó su primer contrato profesional con Hapoel Gilboa Galil de la Ligat Winner. El 25 de septiembre de 2019, se desvinculó de Hapoel Gilboa Galil después de jugar un partido en pretemporada. 
El 28 de septiembre de 2019, Ward firmó con Fethiye Belediyespor de la Primera Liga de Baloncesto de Turquía. En noviembre de 2019, Ward se desvinculó de Fethiye Belediyespor para irse a la NBA G League, tras 4 partidos jugados en los que promedió 22 puntos y 6,2 rebotes por partido.
El 15 de noviembre de 2019, Ward firmó con los College Park Skyhawks de la NBA G League. Ward promedió 13,2 puntos y 6,5 rebotes por partido para los Skyhawks. 
El 25 de octubre de 2020, Ward firmó con el İstanbul Büyükşehir Belediyespor de la Basketbol Süper Ligi. 
El 26 de marzo de 2021, Ward firmó con los Ottawa Blackjacks de la Liga Nacional de Baloncesto de Canadá. 
El 26 de julio de 2021, firma con el Club Basquet Coruña, equipo de LEB Oro española, para disputar la temporada 2021-22.
El 8 de septiembre de 2022, firma por el Al-Najma Manama de la Premier League de Baloncesto de Baréin.
El 21 de agosto de 2023, firma por el Sigal Prishtina de la Superliga de baloncesto de Kosovo. Meses más tarde, se compromete con el BC Gargždai-SC de la Lietuvos Krepšinio Lyga.
El 8 de febrero de 2024, firma por el Metropolitans 92 de la Pro A, la primera división del baloncesto francés. Allí jugaría 12 partidos, en los que promedió 10,1 puntos y 4,7 rebotes.
El 14 de febrero de 2024, firma por el Vancouver Bandits de la Canadian Elite Basketball League.